# خریستینوفکا
خریستینوفکا (به لاتین: Khristinovka) یک منطقهٔ مسکونی در روسیه است که در استان آمور واقع شده‌است.